# Аргедас, Альсидес
Альси́дес Арге́дас (исп. Alcides Arguedas; 15 июля 1879, Ла-Пас, Боливия — 6 мая 1946, Чулумани, Боливия) — боливийский писатель
, эссеист, историк, государственный и политический деятель, дипломат.

## Биография
А. Аргедас изучал право и политические науки в боливийском университете Сан-Андрес в Ла-Пасе, после окончания которого в 1904 г. продолжительное время занимался дипломатической и политической деятельностью.
Был вторым секретарем посольства Боливии в Париже (1910). Здесь встретился и подружился с поэтом Рубеном Дарио, где как и Дарио, он также публиковался в журнале «Revista de América y Mundial». Затем Аргедас был направлен с дипломатической миссией в Лондон.
После возвращения на родину, в 1916 году избран председателем боливийской Либеральной партии, был представителем Боливии при создании Лиги Наций в 1918 году.
В 1922 году — генеральный консул Боливии в Париже, в 1929 году — полномочный министр в Колумбии.
В 1940—1943 годах избирался сенатором от департамента Ла-Пас.
В правительстве президента Э. Пеньяранда был министром сельского хозяйства, колонизации и иммиграции (1940).
В 1941 году вновь на дипломатической работе — полномочным министром в Венесуэле.
В 1944 году в связи с болезнью жил в Буэнос-Айресе (Аргентина), затем вернуться в Боливию, где и умер в 1946 году.

## Творчество
Альсидес Аргедас — один из самых известных и признанных боливийских писателей, творчество которого оказало большое влияние на общественную мысль Боливии первой половины XX века.
В своих произведениях освещал пороки боливийского общества и проблемы его коренных народов.
В 1903 г. им был опубликован роман «Писагуа». В повести «Вата-Вара» (1904) впервые затронул идеалистическую тему.
В романе «Креольская жизнь» (1912) реалистически изобразил общественные пороки столичной знати и национальную действительность.
Реалистический роман «Бронзовая раса» (1919) посвящён изображению социальной драмы бесправных туземцев, судьбе индейской девушки. Роман является одним из первых произведений, так называемого, индианистского направления в литературе Латинской Америки.
Историком А. Аргедасом в 1920—1922 г. написана «Всеобщая история Боливии». Автор успел опубликовать лишь пять из запланированных восьми томов, которые охватывают период от основания Боливии до момента революций и освободительных войн.
В труде «Всеобщая история Боливии» обосновал, между прочим, необходимость участия иностранного капитала в экономике страны.
Как историк и социолог стоял на антидемократических позициях. В своих работах на первый план выдвигал расовые и психологические моменты.
Автор эссе «Больной народ» (1909), в котором пытался объяснить все национальные беды Боливии неполноценностью индейцев.
В 1935 г. награждён французской Римской премией за произведение La Danza de las Sombras.

## Избранная библиография

### Романы и повести
- Писагуа / Pisagua, (1903)
- Вата-Вара / Wata-Wara, (1904)
- Креольский жизнь / Vida Criolla, (1912)
- Бронзовая раса / Raza de Bronce, (1919)

## Эссе
- Больные люди / Pueblo Enfermo, (1909)
- Лицом к реальности / De Cara a la Realidad,
- Яйца Сатаны / Los huevos de Satanas , Obra del Oriente boliviano
- Танец теней (воспоминания) / La Danza de las Sombras, (1934)

## Исторические труды
- Основание республики / La fundación de la República, (1920)
- Всеобщая история Боливии / Historia General de Bolivia, (1922)
- Диктатура и анархия / La Dictadura y la Anarquía, (1926)
- Словесные главнокомандующие / Los Caudillos Letrados, (1923)
- Варварские главнокомандующие, (1929)